# Bình hùng Trung Quốc
Bình hùng Trung Quốc (danh pháp khoa học: Platanthera sinica) là một loài thực vật thuộc họ Lan. Đây là loài đặc hữu của tỉnh Vân Nam của Trung Quốc.